# أزمة رهائن مسرح موسكو
أزمة رهائن مسرح موسكو، هي عملية حصار قام بها 40-50 شيشاني مسلح ينتمون لجمهورية الشيشان إشكيريا لمسرح موسكو المزدحم في 23 أكتوبر 2002، محتجزين 850 رهينة، ومطالبين بانسحاب القوات الروسية من الشيشان، وإنهاء الحرب الشيشانية الثانية. وقد قاد ذاك الحصار موفسار باراييف. وبعد يومين ونصف من الحصار، ضخت القوات الخاصة الروسية غازًا كيميائيًا في فتحات التهوية في المبنى، ثم إقتحمته.
قتل 39 من المهاجمين على أيدي القوات الروسية، وما لا يقل عن 129 من الرهائن (من بينهم 9 أجانب)، معظمهم بفعل المادة السامة. وقد أدينت روسيا على نطاق واسع لاستخدامها الغاز للاقتحام، ولكن موسكو أصرت على أنها لم يكن لديها مجال للمناورة في مواجهة 50 مقاتل مدججين بالسلاح على استعداد لقتل أنفسهم وقتل رهائنهم. كما أدان الأطباء في موسكو رفض الكشف عن هوية الغاز المستخدم، مما منعهم من إنقاذ المزيد من الأرواح. ومع ذلك، ذكرت بعض التقارير أن عقار النالوكسون تم استخدامه بنجاح لإنقاذ بعض الرهائن. وقد قُدّر عدد المتوفين في الحادث بأكثر من 170 شخص.
في تمام الساعة 1:30 صباحًا، تمكنت أولغا رومانوفا، مدنية تبلغ من العمر 26 عامًا، من اختراق الحاجز الأمني للشرطة ودخول المسرح بمفردها. بمجرد دخولها، بدأت تحث الرهائن على مواجهة خاطفيهم، مما أدى إلى حالة من الفوضى والارتباك داخل القاعة. اعتقد الإرهابيون أنها عميلة تابعة لجهاز الأمن الفيدرالي الروسي ، فأطلقوا النار عليها وأردوها قتيلة خلال ثوانٍ.
في وقت لاحق، تولى فريق طبي روسي نقل جثمانها خارج المبنى، وأعلنت شرطة موسكو خطأً أنها جثة أول رهينة قُتل أثناء محاولة الهرب. وُصفت رومانوفا بأنها شخصية "قوية الإرادة" وكانت تقيم بالقرب من المسرح. وما زالت الطريقة التي تمكنت بها من تجاوز الحواجز الأمنية دون أن يتم اكتشافها مجهولة.

## التسلسل الزمني
- 23 أكتوبر:
  - الساعة 21:15: بعد إدعائهم بإنهم موالون للحركة الانفصالية في الشيشان، قام مسلحون مغطوا الوجه باقتحام المسرح، مطالبين بانسحاب القوات الروسية من الشيشان وانتهاء الحرب الشيشانية الثانية.
- 24 أكتوبر :
  - الساعة 00:15: محاولة رسمية للإتصال بالمسلحين من قبل عضو البرلمان الشيشاني أصلان بيك اصلاخانوف.
  - الساعة 02:20: المسلحين يطلقون سراح 17 شخص.
  - الساعة بين 03:00 و09:00: القوات الخاصة تحاول عبثا بالإتصال بالمسلحين.
  - الساعة 05:00: المسلحين يقتلون امرأة في قاعة العرض.
  - الساعة 09:30: وصول دبلوماسيين أجانب أمام المسرح في محاولة منهم للتفاوض.
  - الساعة بين 11:30 و12:20: المسلحين يشترطون حضور كل من بوريس نيمتسوف وايرينا خاكامادا وغريغوري يافلينسكي وآنا بوليتكوفسكايا لبدأ المفاوضات.
  - الساعة 13:00: تحت اسم جمعية الصليب والهلال الأحمر، النائب في مجلس الدوما يوسف كوبزون والطبيب ليونيد روشال يدخلون المسرح للتفاوض، وقد نجحوا في إخراج امرأة وثلاثة أطفال.
  - الساعة 15:00: يوسف كوبزون وايرينا خاكامادا يستأنفون المفاوضات.
  - الساعة 18:30: إمرأتين تتمكنان من الهرب ولكنهما أصيبتا أثناء هربهما من قبل المسلحين.
  - الساعة 19:00: قناة الجزيرة القطرية تنشر مطالب موفسار باراييف التي كتبها قبل أيام من أزمة الرهائن.
- 25 أكتوبر :
  - الساعة 01:00: المسلحون يسمحون للطبيب روشال بالدخول ثانية للمسرح لتقديم المساعدات الطبية للرهائن.
  - الساعة بين 05:30 و06:30: تم إخلاء سبيل سبعة أشخاص.
  - الساعة بين 11:30 و12:30: إخلاء سبيل ثمانية أطفال.
  - الساعة 15:00: في الكرملين، الرئيس فلاديمير بوتين يواصل مباحثاته مع خدمة الأمن الفيدرالي، ووعد المسلحين بالإبقاء عليهم أحياء إذا ما أخلوا سبيل كل الرهائن.
  - الساعة بين 20:00 و21:00: محاولة للإتصال مع المسلحين من قبل المغنية آلا بوجاتشيفا والسياسي رسلان أوشيف والوزير الأول السابق يفكيني بريماكوف.
  - الساعة 21:50: المسلحين يطلقون سراح ثلاثة نساء ورجل.
- 26 أكتوبر :
  - الساعة 05:30: سماع ثلاثة طلقات نار، وكذلك طلقات من سلاح أوتوماتيكي. القوات الخاصة تقتحم المبنى.
  - الساعة 05:45: المسلحين وحسب وسائل الإعلام الرسمية، تقول إن المسلحين قتلوا إثنين من الرهائن وجرحوا إثنين أخرين.
  - الساعة 06:20: يتواصل إطلاق النار، بينما تتمكن رهينتين من الهروب.
  - الساعة بين 06:30 و06:45: عشرات سيارات الإنقاذ والإسعاف والحافلات تحيط بالمبنى. بعد ذلك بقليل، تم إخراج كل الرهائن.
  - الساعة 07:25: مستشار الرئيس سيرجي ياسترزيمبسكي، يعلن أن عملية إخلاء سراح الرهائن تم تنفيذها.
  - الساعة 08:00: فلاديمير فاسيلييف، موظف في وزارة الخارجية، يعلن أنه تم قتل 36 خاطف من المسلحين، وكذلك وفاة 67 رهينة وإنقاذ 750 أخرين. تم إجلاء الكثير منهم عبر الحافلات. واحد من مخرجي مسرحية نورد أوست، قال إن بعضا من شخصياته قد أنهكوا. بعد يومين ونصف من الحصار، قامت وحدات خاصة من السبيتسناز بإدخال مادة كيميائية غير معروفة في نظام التهوية في المبنى واقتحموا. الصحافة الغربية قامت بانتقاد شديد لكيفية إنقاذ الرهائن. وعرض التلفزيون الروسي جثث مسلحين إناث يرتدون البرقع ومربوطين بأحزمة ناسفة، وكذلك جثة موسفار باراييف قائد المجموعة المسلحة وأخرين.
  - الساعة 13:00: فلاديمير فاسيلييف يأكد وفاة 67 شخص من الرهائن ولكنه لم يذكر وفاة 5 أطفال منهم.

بعد ذلك بوقت، تم الإعلان رسميا عن وفاة 39 مسلح و129 رهينة منهم تسعة غربيين من قبل القوات الروسية جراء التسمم بالغاز الذي أطلقته القوات الخاصة عبر مجاري التهوية.

وأيضا قامت حكومة الولايات المتحدة بإدانة العمل «الشنيع» الذي قام به المسلحون وعلى رأسهم أصلان مسخادوف.

## الخسائر
تفاوتت التقديرات بشأن عدد الضحايا بشكل ملحوظ، حيث لم يُدرج العديد من الرهائن المفقودين ضمن القائمة الرسمية. تشير بعض المصادر إلى أن عدد القتلى المدنيين تجاوز 200 شخص، مع وجود قائمة تضم 204 أسماء، بينما تفيد تقديرات أخرى بارتفاع العدد إلى نحو 300 قتيل، بما في ذلك من فارقوا الحياة خلال العام التالي للحصار بسبب مضاعفات الغاز السام.
زعم بعض الرهائن السابقين وأقارب الضحايا أن السلطات تخفي العدد الحقيقي للوفيات الناجمة عن المادة الكيميائية. وفقًا للأرقام الرسمية، لقي 40 مسلحًا وحوالي 130 رهينة مصرعهم خلال الهجوم أو في الأيام اللاحقة له.
وفيات المدنيين حسب الجنسية:
| الدولة           | العدد |
| ---------------- | ----- |
| روسيا            | 121   |
| أوكرانيا         | 3     |
| الولايات المتحدة | 1     |
| بيلاروسيا        | 1     |
| النمسا           | 1     |
| بلغاريا          | 1     |
| هولندا           | 1     |
| كازاخستان        | 1     |
| أذربيجان         | 1     |
| أرمينيا          | 1     |
| الإجمالي         | 132   |

أعلن الدكتور أندريه سيلتسوفسكي، رئيس لجنة الصحة في موسكو، أن جميع الرهائن الذين قتلوا خلال العملية – باستثناء شخص واحد – توفوا نتيجة تأثير الغاز المجهول وليس بسبب إصابات بطلقات نارية. وقد تم تصنيف أسباب وفاتهم تحت بند "الإرهاب"، حيث زُعم أنهم لقوا حتفهم جراء نوبات قلبية أو مشكلات صحية أخرى.  
من بين الضحايا، كان هناك 17 فردًا من فريق عمل "نورد-أوست"، بينهم طفلان. كما شملت قائمة القتلى الأجانب ثلاثة من أوكرانيا، بالإضافة إلى آخرين من النمسا، أرمينيا، بيلاروسيا، كازاخستان، هولندا، والولايات المتحدة.  
تعرض حوالي 700 رهينة ناجٍ للتسمم بفعل الغاز، وأصيب بعضهم بإعاقات من الدرجتين الثانية والثالثة، وهي مستويات تشير إلى إعاقات متوسطة وخفيفة وفق التصنيف الروسي. كما أصيب بعض أفراد القوات الخاصة الروسية بالتسمم أثناء تنفيذ العملية.  
ووفقًا لشهادة البروفيسور أ. فوروبياف، مدير المركز الأكاديمي الروسي للبكتريولوجيا، فإن غالبية الوفيات – إن لم تكن جميعها – كانت نتيجة الاختناق. وقد حدث ذلك عندما انهار الرهائن على الكراسي ورؤوسهم متراجعة إلى الخلف، أو أثناء نقلهم وتركهم مستلقين على ظهورهم، مما أدى إلى انسداد مجرى التنفس بسبب ارتداد اللسان.

## مقالات ذات صلة
- أزمة رهائن مدرسة بسلان.